# Grenoble Foot 38
GF 38 (celým názvem Grenoble Foot 38) je francouzský fotbalový klub sídlící ve městě Grenoble. Klub byl založen roku 1892. Hřištěm klubu je Stade des Alpes s kapacitou 20 068 diváků. V roce 2011 klub zbankrotoval a byl přesunut do 5. francouzské ligy.